# Кщара
Кща́ра (в источниках XX века Кшара) — озеро карстового происхождения в Вязниковском районе Владимирской области.

## Название
Гидроним «Кщара» встречается уже на картах Менде от 1850 года, а также спустя 21 год на карте Стрельбицкого. В XX веке гидроним попутно с вытекающей рекой Кщарицей встречается на карте Владимирской области 1946 года, однако на более поздних картах Генштаба того же века озеро указывается исключительно как «Кшара», а вытекающая река как «Кшарский Исток».

## Расположение
Расположено в пределах Балахнинской низины 21,5 км к северо-востоку от города Вязники и в 6,3 км к северо-западу от ближайшего населённого пункта (посёлок Санхар), в северной части Клязьминско-Лухского заказника на землях обороны и безопасности Яропольского участкового лесничества Гороховецкого лесничества Министерства обороны Российской Федерации

## Гидрологические особенности
Озеро Кщара относится к категории малых с площадью 137,8 га и максимальной глубиной 14 м. Сток из озера осуществляется через Кщарский исток.

## Гидрохимические особенности
Прозрачность воды в озере значительно варьируется в течение вегетационного сезона и достигают показателей 1,8 −3,5 м (по диску Секки). Её величина в значительной степени определяется цветностью воды, то есть по мере увеличения цветности снижается её прозрачность. В летний период в озере устанавливается устойчивая вертикальная температурная стратификация. На Кщаре слой температурного скачка (термоклин) наблюдается на глубине 4 м. Осенью в озере происходит вертикальное выравнивание температуры воды.
По величинам жёсткости озеро относится к водоёмам мягководного типа. По другим гидрохимическим характеристикам нейтральная Кщара выделяется высокой концентрацией кальция и гидрокарбонатов. По величине цветности воды (35 град.), Кщара относится к олигогумозным водоёмам, где её средневегетационные значения не превышали 50 град. По содержанию основных биогенных элементов (общий азот и общий фосфор) озеро относится к мезотрофному типу.

### Средние гидрохимические показатели
| Средние гидрохимические показатели | Средние гидрохимические показатели | Средние гидрохимические показатели | Средние гидрохимические показатели |
| ---------------------------------- | ---------------------------------- | ---------------------------------- | ---------------------------------- |
| Прозрачность, мг/л                 | 2,2                                | Общий азот мг                      | 0,513                              |
| Цветность, град                    | 35                                 | Аммоний-ион (N)                    | 0,211                              |
| pH                                 | 7,89                               | Нитрит-ион (N)                     | 0,008                              |
| Жёсткость, мгэкв/л                 | 1,08                               | Нитрат-ион (N)                     | 0,417                              |
| Кальций                            | 16,23                              | Железо общее                       | 0,330                              |
| Магний                             | 3,33                               | Сульфаты                           | 3,73                               |
| Гидрокорбанаты                     | 73,64                              | Хлориды                            | 0                                  |
| Фосфат-ион                         | 0,030                              | Взвешенные вещества                | 2,74                               |
| Общий фосфор                       | 0,024                              |                                    |                                    |

## Содержание тяжелых металлов в донных отложениях[10]
Содержание ртути (Hg) в донных отложениях озера Кщара ниже пределов количественного обнаружения. Концентрация остальных элементов варьируется в достаточно широких пределах.
| Содержание тяжелых металлов в донных отложениях, мкг/г сухой массы | Содержание тяжелых металлов в донных отложениях, мкг/г сухой массы | Содержание тяжелых металлов в донных отложениях, мкг/г сухой массы | Содержание тяжелых металлов в донных отложениях, мкг/г сухой массы | Содержание тяжелых металлов в донных отложениях, мкг/г сухой массы |
| ------------------------------------------------------------------ | ------------------------------------------------------------------ | ------------------------------------------------------------------ | ------------------------------------------------------------------ | ------------------------------------------------------------------ |
|                                                                    | Медь (Cu)                                                          | Кадмий (Cd)                                                        | Свинец (Pb)                                                        | Цинк (Zn)                                                          |
| Кщара                                                              | 0,8                                                                | 0,7                                                                | 4,6                                                                | 4,2                                                                |
| Экологические нормативы (Нидерланды)                               | 35,0                                                               | 0,8                                                                | 85,0                                                               | 140,0                                                              |

## Растительный и животный мир
Озеро богато разнообразными видами рыб: ёрш, плотва, окунь, щука, налим, толстолобик, елец, язь, уклейка, линь, пескарь, золотой карась. Также в озере обитает широкопалый речной рак. Из редких видов птиц встречается чернозобая гагара, занесённая в Красную книгу России. В прибрежной полосе ранее произрастал редкий вид растений — полушник щетинистый. В настоящее время этот вид в озере исчез.

## Инфраструктура
Населённых пунктов на берегах озера и в его окрестностях нет. На западном берегу Кщары расположен бывший кордон опытного охотничье-рыболовного хозяйства «Великоозерское», а позднее — рыболовно-охотничьего хозяйства «Кщара» владимирского общества «Динамо».

Аншлаг опытного охотничье-рыболовного хозяйства "Великоозерское" 2009 год
Аншлаг рыболовно-охотничьего хозяйства "Кщара" владимирского общества "Динамо" 2009 год

## История
С озером Кщара связана легенда о «плавучем острове», перекликающаяся со знаменитым Сказанием о граде Китеже. Согласно преданию, на берегу озера стояло село с церковью, которое при приближении врагов ушло под воду, а в память о непокорившихся местных жителях по Кщаре стал передвигаться остров. Небольшой лесистый островок в утреннем тумане действительно производит впечатление движущегося, «плывущего». Мотив «плавучего острова» был использован в 1990 году режиссёром Андреем Ростоцким при съёмках фильма «Зверобой» по одноимённому роману Фенимора Купера.

## Нормативно-правовой статус
Решением исполнительного комитета Владимирского областного Совета народных депутатов от 01.12.1980 года озеро признано памятником природы..
Постановлением Губернатора Владимирской обл. от 14.05.2012 № 480 памятник природы регионального значения «Озеро Кщара» реорганизован в государственный природный комплексный заказник регионального значения «Клязьминско-Лухский».

## Разрешённые места для отдыха
Комиссия по оценке состояния, развития и функционирования особо охраняемых природных территорий регионального значения утвердила 10 специально выделенных мест для отдыха на озере Кщара. Озеро Кщара расположено на территории зоны строгой охраны карстовых озёр государственного природного комплексного заказника регионального значения «Клязьминско-Лухский». Для посещения озера необходимо получить согласование на проезд и стоянку на территории данной зоны заказника.